# Adam Jánoš
Adam Jánoš, né le 20 juillet 1992 à Uherské Hradiště en Tchéquie, est un footballeur international tchèque qui évolue au poste de milieu défensif au MFK Karviná, en prêt du Baník Ostrava.

## Biographie

### En club
Né à Uherské Hradiště en Tchéquie, Adam Jánoš est formé par le Sparta Prague. C'est avec ce club qu'il fait ses débuts professionnels, lors d'une rencontre de Ligue Europa face à l'Athletic Bilbao le 6 décembre 2012. Il entre en jeu ce jour-là à la place de Marek Matějovský, et les deux équipes font match nul (0-0).
En manque de temps de jeu, il est prêté de 2013 à 2015 au Vysočina Jihlava. C'est avec cette équipe qu'il inscrit son premier but en première division, le 14 septembre 2013, sur la pelouse du Sigma Olomouc (défaite 4-3).
Le 14 février 2016, Adam Jánoš s'engage avec le Mladá Boleslav pour un contrat courant jusqu'en juin 2019.
Le 23 juillet 2018, il signe en faveur du Baník Ostrava. Le jour même il fait sa première apparition sous ses nouvelles couleurs, lors d'un match de championnat face au FK Jablonec. Il entre en jeu à la place de Robert Hrubý et son équipe s'impose (1-0).
En janvier 2022, Adam Jánoš est prêté jusqu'à la fin de saison au MFK Karviná.

### Carrière en sélection nationale
Avec les moins de 19 ans, il participe au championnat d'Europe des moins de 19 ans en 2011. Lors de cette compétition organisée en Roumanie, il joue cinq matchs. Il se met en évidence en délivrant une passe décisive contre le pays organisateur. La Tchéquie s'incline en finale face à l'Espagne, après prolongation.
Par la suite, avec les espoirs, il participe au championnat d'Europe espoirs en 2015. Lors de ce tournoi qui se déroule dans son pays natal, il ne joue qu'une seule rencontre, face au Danemark. Avec un bilan d'une victoire, un nul et une défaite, la Tchéquie ne dépasse pas le premier tour du tournoi.
Le 7 septembre 2020, Adam Jánoš honore sa première sélection avec l'équipe nationale de Tchéquie contre l'Écosse. Il est titulaire lors de cette rencontre, et les Tchèques s'inclinent sur le score de deux buts à un.

## Palmarès
- Finaliste du championnat d'Europe des moins de 19 ans en 2011 avec l'équipe de Tchéquie des moins de 19 ans
- Vice-champion de Tchéquie en 2013 avec le Sparta Prague
- Vainqueur de la Coupe de Tchéquie en 2016 avec le Mladá Boleslav
- Finaliste de la Coupe de Tchéquie en 2019 avec le Baník Ostrava